# اصول فقه (کتاب رشاد)
اصول فقه کتابی از محمد رشاد است که در سال ۱۳۳۵ منتشر و برندهٔ جایزه کتاب سال سلطنتی شد.